# Pěna (řeka)
Pěna (německy Peene [peːnə]IPA, polsky Piana) je řeka v Německu v Předním Pomořansku o délce 142,5 km.

## Průběh toku
Dva prameny řeky leží v severovýchodní části Meklenburské jezerní plošiny asi 25 km na západ od města Demmin a asi 16 km na severozápad od Kummerowského jezera ve výšce 28 m n. m.. Po překonání několika kilometrů na jih a potom na východ se řeka (tato část označovaná jako Westpeene – dosl. Západní Pěna) nedaleko města Neukalen vlévá do Kummerowského jezera, které je napájeno ještě z jihu řekou Ostpeene – dosl. Východní Pěna). Už jako Pěna vychází ze severního konce Kummerowského jezera a směřuje na severovýchod směrem na Demmin, na jehož okraji je napájena ze svých dvou největších přítoků – nejdříve pravou Dolencí a následně levou Trebolou. U Lošice řeka mění směr na východ a po zhruba 55 km po průtoku Anklamem, asi 7 km východně od jeho centra, se u jihozápadního cípu ostrova Uznojem vlévá do Štětínského zálivu.